# Steve Jackson Games
Steve Jackson Games (SJG) ist ein US-amerikanischer Spieleverlag, der Rollenspiele, Brettspiele und Kartenspiele herausgibt.

## Das Unternehmen
SJG wurde 1980 von Steve Jackson gegründet (nicht zu verwechseln mit dem gleichnamigen Engländer, welcher Mitbegründer des Konkurrenzunternehmens Games Workshop ist). Die 43 (Stand Ende 2013) festangestellten Vollzeit-Mitarbeiter werden von etlichen freien Mitarbeitern unterstützt (zum Beispiel entwarf der Künstler John Kovalic sämtliche Munchkin-Karten der amerikanischen Originalversion).
SJG steht auch hinter dem Spieleversandhandel Warehouse 23 und der Download-Plattform e23, auf der Spielematerial in digitaler Form vertrieben wird. Das Unternehmen setzte früh auf Computer und Datennetzwerke, um Spiele zu testen, Kunden zu unterstützen und Fans ein Forum zu bieten: Am 1. April 1986 ging die Mailbox Illuminati Online in Austin online. Laut Steve Jackson Games hatte die Mailbox mehr als 1000 Nutzer. Von 1993 bot Illuminati Online als Internet-Provider in Austin und Houston 7.000 Abonnenten Internetzugang an, 2004 übernahm der Provider Prismnet das Unternehmen.

## Steve Jackson Games, Inc. v. United States Secret Service
Am 1. März 1990 durchsuchte der United States Secret Service die Büros von Steve Jackson Games und beschlagnahmte drei Computer, zwei Laserdrucker, Dutzende Disketten und die Masterkopie von GURPS Cyberpunk, einen Toolkit für Cyberpunk-Spiele, das von Loyd Blankenship, einem damaligen Mitarbeiter, geschrieben wurde. Der Secret Service glaubte, dass Blankenship illegal auf Systeme von Bell South zugegriffen und ein Dokumente auf das öffentliche Bulletin-Board-System von Steve Jackson Games hochgeladen hatte. Außerdem wurde GURPS Cyberpunk vorgeworfen, dass es anderen helfen würde, Computerkriminalität zu begehen. Während den Ermittlungen las der Secret Service auch private E-Mails der Mitarbeiter. Die beschlagnahmten Materialien wurden später zurückgegeben wurden. Steve Jackson Games reicht Klage gegen das Vorgehen vor einem Bundesgericht ein und gewann den Prozess.
Die Razzia führte mit zur Gründung der Electronic Frontier Foundation.

## Die wichtigsten Einnahmequellen

Firmenlogo am Eingangsportal der SJG-Hauptverwaltung

Die wichtigste Einnahmequelle für das Unternehmen sind die Titel der Kartenspielreihe Munchkin, die im Geschäftsjahr 2013 alleine für 75 % des Umsatzes verantwortlich waren. Ein weiterer wichtiger Umsatzbringer sind Würfelspiele, sie brachten im Geschäftsjahr 2013 7,6 % des gesamten Umsatzes ein. Für das Universalrollenspielsystem GURPS verlegt Steve Jackson Games neues Material vor allem als PDF-Downloads, allein 2013 erschienen 20 Neuausgaben für das System.
Durch die Lizenzeinnahmen (Munchkin ist zum Beispiel in 16 Sprachen erhältlich, wobei SJG nur die englischsprachige Version vertreibt) und die Downloadplattform e23, die seit 2006 der weltweit zweitgrößte Anbieter von Spielematerial-Downloads ist, kam ein weiterer Großteil der Einnahmen zustande.

## SJG in Deutschland
In deutscher Sprache werden von der Pegasus Spiele GmbH folgende Titel vertrieben:
- die Chez Geek Reihe
- Illuminati
- die Munchkin Reihe

Von der Fantasy Productions Verlags- und Medienvertriebsgesellschaft mbH wurden folgende Systeme vertrieben, deren Produktion jedoch bereits wieder eingestellt wurde:
- Car Wars
- X-Bugs

Außerdem findet man immer wieder US-Importe in gut sortierten Spieleläden.

## Liste der von SJG vertriebenen Spiele

### Brettspiele
- The Awful Green Things From Outer Space
- Car Wars (futuristische Schlachten zwischen Autos)
- Dork Tower (mit den Figuren aus dem gleichnamigen Comic)
- Frag („erster Ego-Shooter ohne Computer“)
- GreedQuest
- Knightmare Chess (Schachvariante mit Spielkarten)
- Kung Fu 2100
- Ogre (Simulation eines futuristischen Kriegs)
- Ogre: G.E.V.
- Shockwave (Ogre-Erweiterung)
- Snits
- Star Traders
- Strange Synergy
- X-Bugs (von der italienischen Firma TM Nexus Editrice srl. entwickelt)

### Kartenspiele
- Battle Cattle
- Burn in Hell
- Car Wars (aus dem Miniaturensystem entwickelt)
- Chez Geek und seine Erweiterungen/Variationen:
  - Chez Dork (mit den Figuren aus dem Comic „Dork Tower“ von John Kovalic)
  - Chez Goth
  - Chez Greek (Studentenverbindungen)
  - Chez Grunt (bei der Armee)
  - Chez Guevara (bei den lateinamerikanischen Revolutionären)
  - Chez Cthulhu (mit Anhängern des Cthulhu-Mythos)
- Cowpoker
- Dino Hunt
- Hacker
- Illuminati
- Illuminati – Neue Weltordnung
- Illuminati Crime Lords
- King’s Blood
- Knightmare Chess
- Munchkin, eine Parodie auf Hack&Slash-Rollenspiel, und seine Erweiterungen:
  - Munchkin Bites!
  - Munchkin Blender
  - Munchkin Booty!
  - Munchkin Cthulhu
  - Munchkin Fu
  - Munchkin Impossible
  - Star Munchkin
  - Super Munchkin
  - The Good, the Bad, and the Munchkin
- Ninja Burger
- SPANC (Space Pirate Amazon Ninja Catgirls)
- Spooks

### Merkwürdigkeiten
- eine englische Version der Principia Discordia
- Vigilante (https://www.sjgames.com/vigilante/)

### Online-Spiele
- UltraCorps (http://www.ultracorps.com)

### Rollenspiele
- GURPS (Generisches Universal-Rollenspielsystem)
- In Nomine (mit Engeln und Teufeln; basierend auf dem französischen Rollenspiel Magna Veritas; In Nomine Satanis)
- Killer
- Munchkin RPG
- Toon (mit Cartoonfiguren)
- Transhuman Space
- Tribes

### Schach-Spiele
- Knightmare Chess (siehe Kartenspiele)
- Tile Chess (Schachvariante für bis zu 6 Mitspieler)
- Proteus (Schach mit Würfeln statt Figuren)